# Wereldbeker biatlon 2019/2020
De IBU wereldbeker biatlon 2019/2020 (officieel: BMW IBU World Cup Biathlon 2019/2020) ging van start op 30 november 2019 in het Zweedse Östersund en eindigde op 22 maart 2020 in het Noorse Oslo. Het hoogtepunt van het seizoen was de Wereldkampioenschappen biatlon 2020 in Antholz, Italië. Deze wedstrijden tellen  mee voor het wereldbekerklassement. 
De biatleet die aan het einde van het seizoen de meeste punten heeft verzameld is de eindwinnaar van de algemene wereldbeker. Ook per onderdeel wordt een apart wereldbekerklassement opgemaakt. 

## Wereldbekerkalender
| #      | Datum          | Land       | Plaats               | Locatie                                  | IN | SP | AH | MS | ES | ES | SR |
| ------ | -------------- | ---------- | -------------------- | ---------------------------------------- | -- | -- | -- | -- | -- | -- | -- |
| 1      | 30/11-08/12/19 | Zweden     | Östersund            | Östersunds skistadion                    | ●  | ●  |    |    | ●  | ●  | ●  |
| 2      | 13/12-15/12/19 | Oostenrijk | Hochfilzen           | Langlauf- und Biathlonzentrum Hochfilzen |    | ●  | ●  |    | ●  |    |    |
| 3      | 19/12-22/12/19 | Frankrijk  | Le Grand-Bornand     | Stade de Biathlon Sylvie Becaert         |    | ●  | ●  | ●  |    |    |    |
| 4      | 09/01-12/01/20 | Duitsland  | Oberhof              | DKB-Ski-Arena                            |    | ●  |    | ●  | ●  |    |    |
| 5      | 15/01-19/01/20 | Duitsland  | Ruhpolding           | Chiemgau-Arena                           |    | ●  | ●  |    | ●  |    |    |
| 6      | 23/01-26/01/20 | Slovenië   | Pokljuka             | Biathlonstadion Pokljuka                 | ●  |    |    | ●  |    | ●  | ●  |
| WK     | 13/02-23/02/20 | Italië     | Antholz              | Südtirol Arena                           | ●  | ●  | ●  | ●  | ●  | ●  | ●  |
| 8      | 05/03-08/03/20 | Tsjechië   | Nové Město na Moravě | Vysočina Arena                           |    | ●  |    | ●  | ●  |    |    |
| 9      | 12/03-15/03/20 | Finland    | Kontiolahti          | Kontiorannan Urheilijat                  |    | ●  | ●  |    |    | ●* | ●* |
| 10*    | 20/03-22/03/20 | Noorwegen  | Oslo                 | Holmenkollen                             |    | ●  | ●  | ●  |    |    |    |
| Aantal | Aantal         | Aantal     | Aantal               | Aantal                                   | 3  | 9  | 6  | 6  | 6  | 4  | 4  |

* Afgelast vanwege coronavirus

## Mannen

### Kalender
| Datum                               | Plaats           | Onderdeel             | Eerste                                                                                     | Tweede                                                                             | Derde                                                                              |
| ----------------------------------- | ---------------- | --------------------- | ------------------------------------------------------------------------------------------ | ---------------------------------------------------------------------------------- | ---------------------------------------------------------------------------------- |
| 01/12/2019                          | Östersund        | 10 km sprint          | Johannes Thingnes Bø                                                                       | Tarjei Bø                                                                          | Matvej Jelisejev                                                                   |
| 04/12/2019                          | Östersund        | 20 km individueel     | Martin Fourcade                                                                            | Simon Desthieux                                                                    | Quentin Fillon Maillet                                                             |
| 07/12/2019                          | Östersund        | 4 x 7,5 km estafette  | Noorwegen Johannes Dale Erlend Bjøntegaard Tarjei Bø Johannes Thingnes Bø                  | Frankrijk Émilien Jacquelin Quentin Fillon Maillet Simon Desthieux Martin Fourcade | Italië Lukas Hofer Thomas Bormolini Daniel Cappellari Dominik Windisch             |
| 13/12/2019                          | Hochfilzen       | 10 km sprint          | Johannes Thingnes Bø                                                                       | Simon Desthieux                                                                    | Aleksandr Loginov                                                                  |
| 14/12/2019                          | Hochfilzen       | 12,5 km achtervolging | Johannes Thingnes Bø                                                                       | Aleksandr Loginov                                                                  | Émilien Jacquelin                                                                  |
| 15/12/2019                          | Hochfilzen       | 4 x 7,5 km estafette  | Noorwegen Johannes Dale Erlend Bjøntegaard Tarjei Bø Johannes Thingnes Bø                  | Duitsland Philipp Horn Johannes Kühn Arnd Peiffer Benedikt Doll                    | Frankrijk Antonin Guigonnat Émilien Jacquelin Fabien Claude Quentin Fillon Maillet |
| 19/12/2019                          | Le Grand Bornand | 10 km sprint          | Benedikt Doll                                                                              | Tarjei Bø                                                                          | Quentin Fillon Maillet                                                             |
| 21/12/2019                          | Le Grand Bornand | 12,5 km achtervolging | Johannes Thingnes Bø                                                                       | Quentin Fillon Maillet                                                             | Vetle Sjåstad Christiansen                                                         |
| 22/12/2019                          | Le Grand Bornand | 15 km massastart      | Johannes Thingnes Bø                                                                       | Émilien Jacquelin                                                                  | Tarjei Bø                                                                          |
| 10/01/2020                          | Oberhof          | 10 km sprint          | Martin Fourcade                                                                            | Émilien Jacquelin                                                                  | Johannes Kühn                                                                      |
| 11/01/2020                          | Oberhof          | 4 x 7,5 km estafette  | Noorwegen Lars Helge Birkeland Erlend Bjøntegaard Johannes Dale Vetle Sjåstad Christiansen | Frankrijk Émilien Jacquelin Martin Fourcade Simon Desthieux Quentin Fillon Maillet | Duitsland Philipp Horn Johannes Kühn Arnd Peiffer Benedikt Doll                    |
| 12/01/2020                          | Oberhof          | 15 km massastart      | Martin Fourcade                                                                            | Arnd Peiffer                                                                       | Simon Desthieux                                                                    |
| 16/01/2020                          | Ruhpolding       | 10 km sprint          | Martin Fourcade                                                                            | Quentin Fillon Maillet                                                             | Benedikt Doll                                                                      |
| 18/01/2020                          | Ruhpolding       | 4 x 7,5 km estafette  | Frankrijk Émilien Jacquelin Martin Fourcade Simon Desthieux Quentin Fillon Maillet         | Noorwegen Johannes Dale Erlend Bjøntegaard Tarjei Bø Vetle Sjåstad Christiansen    | Oostenrijk Dominik Landertinger Simon Eder Felix Leitner Julian Eberhard           |
| 19/01/2020                          | Ruhpolding       | 12,5 km achtervolging | Martin Fourcade                                                                            | Quentin Fillon Maillet                                                             | Vetle Sjåstad Christiansen                                                         |
| 23/01/2020                          | Pokljuka         | 20 km individueel     | Johannes Thingnes Bø                                                                       | Martin Fourcade                                                                    | Fabien Claude                                                                      |
| 26/01/2020                          | Pokljuka         | 15 km massastart      | Quentin Fillon Maillet                                                                     | Benedikt Doll                                                                      | Johannes Thingnes Bø                                                               |
| Wereldkampioenschappen biatlon 2020 |                  |                       |                                                                                            |                                                                                    |                                                                                    |
| 15/02/2020                          | Antholz          | 10 km sprint          | Aleksandr Loginov                                                                          | Quentin Fillon Maillet                                                             | Martin Fourcade                                                                    |
| 16/02/2020                          | Antholz          | 12,5 km achtervolging | Émilien Jacquelin                                                                          | Johannes Thingnes Bø                                                               | Aleksandr Loginov                                                                  |
| 19/02/2020                          | Antholz          | 20 km individueel     | Martin Fourcade                                                                            | Johannes Thingnes Bø                                                               | Dominik Landertinger                                                               |
| 22/02/2020                          | Antholz          | 4 x 7,5 km estafette  | Frankrijk Émilien Jacquelin Martin Fourcade Simon Desthieux Quentin Fillon Maillet         | Noorwegen Vetle Sjåstad Christiansen Johannes Dale Tarjei Bø Johannes Thingnes Bø  | Duitsland Erik Lesser Philipp Horn Arnd Peiffer Benedikt Doll                      |
| 23/02/2020                          | Antholz          | 15 km massastart      | Johannes Thingnes Bø                                                                       | Quentin Fillon Maillet                                                             | Émilien Jacquelin                                                                  |
| 06/03/2020                          | Nové Město       | 10 km sprint          | Johannes Thingnes Bø                                                                       | Quentin Fillon Maillet                                                             | Tarjei Bø                                                                          |
| 07/03/2020                          | Nové Město       | 4 x 7,5 km estafette  | Noorwegen Vetle Sjåstad Christiansen Johannes Dale Tarjei Bø Johannes Thingnes Bø          | Oekraïne Artem Pryma Serhij Semenov Roeslan Tkalenko Dmytro Pidroetsjni            | Zweden Sebastian Samuelsson Jesper Nelin Peppe Femling Martin Ponsiluoma           |
| 08/03/2020                          | Nové Město       | 15 km massastart      | Johannes Thingnes Bø                                                                       | Émilien Jacquelin                                                                  | Arnd Peiffer                                                                       |
| 12/03/2020                          | Kontiolahti      | 10 km sprint          | Johannes Thingnes Bø                                                                       | Martin Fourcade                                                                    | Émilien Jacquelin                                                                  |
| 14/03/2020                          | Kontiolahti      | 12,5 km achtervolging | Martin Fourcade                                                                            | Quentin Fillon Maillet                                                             | Émilien Jacquelin                                                                  |
| 20/03/2020                          | Oslo             | 10 km sprint          | Afgelast vanwege coronavirus                                                               | Afgelast vanwege coronavirus                                                       | Afgelast vanwege coronavirus                                                       |
| 21/03/2020                          | Oslo             | 12,5 km achtervolging | Afgelast vanwege coronavirus                                                               | Afgelast vanwege coronavirus                                                       | Afgelast vanwege coronavirus                                                       |
| 22/03/2020                          | Oslo             | 15 km massastart      | Afgelast vanwege coronavirus                                                               | Afgelast vanwege coronavirus                                                       | Afgelast vanwege coronavirus                                                       |

### Eindstanden
| Algemene wereldbeker |                            |      |        |
| #                    | Naam                       | Land | Punten |
| 1                    | Johannes Thingnes Bø       | NOR  | 913    |
| 2                    | Martin Fourcade            | FRA  | 911    |
| 3                    | Quentin Fillon Maillet     | FRA  | 843    |
| 4                    | Tarjei Bø                  | NOR  | 740    |
| 5                    | Émilien Jacquelin          | FRA  | 726    |
| 6                    | Simon Desthieux            | FRA  | 672    |
| 7                    | Aleksandr Loginov          | RUS  | 629    |
| 8                    | Benedikt Doll              | GER  | 613    |
| 9                    | Johannes Dale              | NOR  | 576    |
| 10                   | Vetle Sjåstad Christiansen | NOR  | 566    |
| 11                   | Arnd Peiffer               | GER  | 540    |
| 12                   | Erlend Bjøntegaard         | NOR  | 495    |
| 13                   | Johannes Kühn              | GER  | 474    |
| 14                   | Jakov Fak                  | SLO  | 467    |
| 15                   | Matvej Jelisejev           | RUS  | 422    |
| 16                   | Lukas Hofer                | ITA  | 406    |
| 17                   | Dmytro Pydroetsjni         | UKR  | 366    |
| 18                   | Philipp Horn               | GER  | 360    |
| 19                   | Fabien Claude              | FRA  | 355    |
| 20                   | Julian Eberhard            | AUT  | 327    |

| Landenklassement |             |        |
| #                | Land        | Punten |
| 1                | Noorwegen   | 8192   |
| 2                | Frankrijk   | 7885   |
| 3                | Duitsland   | 7211   |
| 4                | Rusland     | 6896   |
| 5                | Oostenrijk  | 5982   |
| 6                | Zweden      | 5887   |
| 7                | Oekraïne    | 5822   |
| 8                | Italië      | 5699   |
| 9                | Tsjechië    | 5596   |
| 10               | Wit-Rusland | 5551   |

| Estafettes |             |        |
| #          | Land        | Punten |
| 1          | Noorwegen   | 348    |
| 2          | Frankrijk   | 302    |
| 3          | Duitsland   | 264    |
| 4          | Rusland     | 253    |
| 5          | Oekraïne    | 216    |
| 6          | Slovenië    | 216    |
| 7          | Zweden      | 212    |
| 8          | Wit-Rusland | 209    |
| 9          | Oostenrijk  | 207    |
| 10         | Italië      | 203    |

| Wereldbeker 20 km individueel |                        |      |        |
| #                             | Naam                   | Land | Punten |
| 1                             | Martin Fourcade        | FRA  | 174    |
| 2                             | Johannes Thingnes Bø   | NOR  | 145    |
| 3                             | Quentin Fillon Maillet | FRA  | 120    |
| 4                             | Tarjei Bø              | NOR  | 114    |
| 5                             | Fabien Claude          | FRA  | 106    |
| 6                             | Benjamin Weger         | SUI  | 99     |
| 7                             | Benedikt Doll          | GER  | 85     |
| 8                             | Aleksandr Loginov      | RUS  | 83     |
| 9                             | Lukas Hofer            | ITA  | 78     |
| 10                            | Johannes Dale          | NOR  | 77     |

| Wereldbeker 10 km sprint |                        |      |        |
| #                        | Naam                   | Land | Punten |
| 1                        | Martin Fourcade        | FRA  | 360    |
| 2                        | Quentin Fillon Maillet | FRA  | 324    |
| 3                        | Johannes Thingnes Bø   | NOR  | 323    |
| 4                        | Tarjei Bø              | NOR  | 307    |
| 5                        | Simon Desthieux        | FRA  | 284    |
| 6                        | Aleksandr Loginov      | RUS  | 274    |
| 7                        | Émilien Jacquelin      | FRA  | 274    |
| 8                        | Benedikt Doll          | GER  | 249    |
| 9                        | Matvej Jelisejev       | RUS  | 230    |
| 10                       | Johannes Kühn          | GER  | 217    |

| Wereldbeker 12,5 km achtervolging |                            |      |        |
| #                                 | Naam                       | Land | Punten |
| 1                                 | Émilien Jacquelin          | FRA  | 232    |
| 2                                 | Martin Fourcade            | FRA  | 230    |
| 3                                 | Quentin Fillon Maillet     | FRA  | 230    |
| 4                                 | Johannes Thingnes Bø       | NOR  | 217    |
| 5                                 | Aleksandr Loginov          | RUS  | 197    |
| 6                                 | Tarjei Bø                  | NOR  | 178    |
| 7                                 | Simon Desthieux            | FRA  | 171    |
| 8                                 | Vetle Sjåstad Christiansen | NOR  | 169    |
| 9                                 | Arnd Peiffer               | GER  | 167    |
| 10                                | Erlend Bjøntegaard         | NOR  | 147    |

| Wereldbeker 15 km massastart |                            |      |        |
| #                            | Naam                       | Land | Punten |
| 1                            | Johannes Thingnes Bø       | NOR  | 228    |
| 2                            | Quentin Fillon Maillet     | FRA  | 216    |
| 3                            | Martin Fourcade            | FRA  | 203    |
| 4                            | Johannes Dale              | NOR  | 189    |
| 5                            | Arnd Peiffer               | GER  | 186    |
| 6                            | Émilien Jacquelin          | FRA  | 170    |
| 7                            | Vetle Sjåstad Christiansen | NOR  | 167    |
| 8                            | Tarjei Bø                  | NOR  | 166    |
| 9                            | Simon Desthieux            | FRA  | 163    |
| 10                           | Benedikt Doll              | GER  | 150    |

## Vrouwen

### Kalender
| Datum                               | Plaats           | Onderdeel           | Eerste                                                                                              | Tweede                                                                                  | Derde                                                                         |
| ----------------------------------- | ---------------- | ------------------- | --------------------------------------------------------------------------------------------------- | --------------------------------------------------------------------------------------- | ----------------------------------------------------------------------------- |
| 01/12/2019                          | Östersund        | 7,5 km sprint       | Dorothea Wierer                                                                                     | Marte Olsbu Røiseland                                                                   | Markéta Davidová                                                              |
| 05/12/2019                          | Östersund        | 15 km individueel   | Justine Braisaz                                                                                     | Joelia Dzjyma                                                                           | Julia Simon                                                                   |
| 08/12/2019                          | Östersund        | 4 x 6 km estafette  | Noorwegen Karoline Offigstad Knotten Ingrid Landmark Tandrevold Tiril Eckhoff Marte Olsbu Røiseland | Zwitserland Elisa Gasparin Selina Gasparin Aita Gasparin Lena Häcki                     | Zweden Linn Persson Elvira Öberg Mona Brorsson Hanna Öberg                    |
| 13/12/2019                          | Hochfilzen       | 7,5 km sprint       | Dorothea Wierer                                                                                     | Ingrid Landmark Tandrevold                                                              | Svetlana Mironova                                                             |
| 14/12/2019                          | Hochfilzen       | 4 x 6 km estafette  | Noorwegen Karoline Offigstad Knotten Ingrid Landmark Tandrevold Tiril Eckhoff Marte Olsbu Røiseland | Rusland Kristina Reztsova Larissa Koeklina Svetlana Mironova Jekaterina Joerlova-Percht | Zwitserland Elisa Gasparin Selina Gasparin Aita Gasparin Lena Häcki           |
| 15/12/2019                          | Hochfilzen       | 10 km achtervolging | Tiril Eckhoff                                                                                       | Hanna Öberg                                                                             | Ingrid Landmark Tandrevold                                                    |
| 20/12/2019                          | Le Grand Bornand | 7,5 km sprint       | Tiril Eckhoff                                                                                       | Justine Braisaz                                                                         | Markéta Davidová                                                              |
| 21/12/2019                          | Le Grand Bornand | 10 km achtervolging | Tiril Eckhoff                                                                                       | Ingrid Landmark Tandrevold                                                              | Lena Häcki                                                                    |
| 22/12/2019                          | Le Grand Bornand | 12,5 km massastart  | Tiril Eckhoff                                                                                       | Dorothea Wierer                                                                         | Linn Persson                                                                  |
| 09/01/2020                          | Oberhof          | 7,5 km sprint       | Marte Olsbu Røiseland                                                                               | Denise Herrmann                                                                         | Julia Simon                                                                   |
| 11/01/2020                          | Oberhof          | 4 x 6 km estafette  | Noorwegen Synnøve Solemdal Ingrid Landmark Tandrevold Marte Olsbu Røiseland Tiril Eckhoff           | Zweden Elvira Öberg Linn Persson Mona Brorsson Hanna Öberg                              | Frankrijk Julia Simon Anaïs Bescond Célia Aymonier Justine Braisaz            |
| 12/01/2020                          | Oberhof          | 12,5 km massastart  | Kaisa Mäkäräinen                                                                                    | Tiril Eckhoff                                                                           | Marte Olsbu Røiseland                                                         |
| 15/01/2020                          | Ruhpolding       | 7,5 km sprint       | Tiril Eckhoff                                                                                       | Hanna Öberg                                                                             | Dorothea Wierer                                                               |
| 17/01/2020                          | Ruhpolding       | 4 x 6 km estafette  | Noorwegen Karoline Offigstad Knotten Ingrid Landmark Tandrevold Tiril Eckhoff Marte Olsbu Røiseland | Frankrijk Julia Simon Anaïs Bescond Célia Aymonier Justine Braisaz                      | Zwitserland Elisa Gasparin Selina Gasparin Aita Gasparin Lena Häcki           |
| 19/01/2020                          | Ruhpolding       | 10 km achtervolging | Tiril Eckhoff                                                                                       | Paulina Fialková                                                                        | Hanna Öberg                                                                   |
| 24/01/2020                          | Pokljuka         | 15 km individueel   | Denise Herrmann                                                                                     | Hanna Öberg                                                                             | Anaïs Bescond                                                                 |
| 26/01/2020                          | Pokljuka         | 12,5 km massastart  | Hanna Öberg                                                                                         | Lisa Vittozzi                                                                           | Anaïs Bescond                                                                 |
| Wereldkampioenschappen biatlon 2020 |                  |                     | |                                                                                         |                                                                               |
| 14/02/2020                          | Antholz          | 7,5 km sprint       | Marte Olsbu Røiseland                                                                               | Susan Dunklee                                                                           | Lucie Charvátová                                                              |
| 16/02/2020                          | Antholz          | 10 km achtervolging | Dorothea Wierer                                                                                     | Denise Herrmann                                                                         | Marte Olsbu Røiseland                                                         |
| 18/02/2020                          | Antholz          | 15 km individueel   | Dorothea Wierer                                                                                     | Vanessa Hinz                                                                            | Marte Olsbu Røiseland                                                         |
| 22/02/2020                          | Antholz          | 4 x 6 km estafette  | Noorwegen Synnøve Solemdal Ingrid Landmark Tandrevold Tiril Eckhoff Marte Olsbu Røiseland           | Duitsland Karolin Horchler Vanessa Hinz Franziska Preuß Denise Herrmann                 | Oekraïne Anastasia Merkoesjyna Joelia Dzjyma Vita Semerenko Olena Pidhroesjna |
| 23/02/2020                          | Antholz          | 12,5 km massastart  | Marte Olsbu Røiseland                                                                               | Dorothea Wierer                                                                         | Hanna Öberg                                                                   |
| 05/03/2020                          | Nové Město       | 7,5 km sprint       | Denise Herrmann                                                                                     | Anaïs Bescond                                                                           | Markéta Davidová                                                              |
| 07/03/2020                          | Nové Město       | 4 x 6 km estafette  | Noorwegen Karoline Offigstad Knotten Ida Lien Ingrid Landmark Tandrevold Tiril Eckhoff              | Frankrijk Julia Simon Justine Braisaz Chloé Chevalier Anaïs Bescond                     | Duitsland Karolin Horchler Vanessa Hinz Franziska Preuß Denise Herrmann       |
| 08/03/2020                          | Nové Město       | 12,5 km massastart  | Tiril Eckhoff                                                                                       | Justine Braisaz                                                                         | Franziska Preuß                                                               |
| 13/03/2020                          | Kontiolahti      | 7,5 km sprint       | Denise Herrmann                                                                                     | Franziska Preuß                                                                         | Tiril Eckhoff                                                                 |
| 14/03/2020                          | Kontiolahti      | 10 km achtervolging | Julia Simon                                                                                         | Selina Gasparin                                                                         | Lisa Vittozzi                                                                 |
| 20/03/2020                          | Oslo             | 7,5 km sprint       | Afgelast vanwege coronavirus                                                                        | Afgelast vanwege coronavirus                                                            | Afgelast vanwege coronavirus                                                  |
| 21/03/2020                          | Oslo             | 10 km achtervolging | Afgelast vanwege coronavirus                                                                        | Afgelast vanwege coronavirus                                                            | Afgelast vanwege coronavirus                                                  |
| 22/03/2020                          | Oslo             | 12,5 km massastart  | Afgelast vanwege coronavirus                                                                        | Afgelast vanwege coronavirus                                                            | Afgelast vanwege coronavirus                                                  |

### Eindstanden
| Algemene wereldbeker |                            |      |        |
| #                    | Naam                       | Land | Punten |
| 1                    | Dorothea Wierer            | ITA  | 793    |
| 2                    | Tiril Eckhoff              | NOR  | 786    |
| 3                    | Denise Herrmann            | GER  | 745    |
| 4                    | Hanna Öberg                | SWE  | 741    |
| 5                    | Marte Olsbu Røiseland      | NOR  | 597    |
| 6                    | Franziska Preuß            | GER  | 573    |
| 7                    | Ingrid Landmark Tandrevold | NOR  | 554    |
| 8                    | Julia Simon                | FRA  | 551    |
| 9                    | Justine Braisaz            | FRA  | 547    |
| 10                   | Lisa Vittozzi              | ITA  | 528    |
| 11                   | Kaisa Mäkäräinen           | FIN  | 506    |
| 12                   | Monika Hojnisz-Staręga     | POL  | 500    |
| 13                   | Paulina Fialková           | SVK  | 489    |
| 14                   | Markéta Davidová           | CZE  | 478    |
| 15                   | Anaïs Bescond              | FRA  | 450    |
| 16                   | Vanessa Hinz               | GER  | 394    |
| 17                   | Jekaterina Joerlova-Percht | RUS  | 363    |
| 18                   | Lisa Hauser                | AUT  | 352    |
| 19                   | Linn Persson               | SWE  | 346    |
| 20                   | Mona Brorsson              | SWE  | 339    |

| Landenklassement |             |        |
| #                | Land        | Punten |
| 1                | Noorwegen   | 7865   |
| 2                | Duitsland   | 7202   |
| 3                | Frankrijk   | 7058   |
| 4                | Zweden      | 6896   |
| 5                | Rusland     | 6479   |
| 6                | Oekraïne    | 6371   |
| 7                | Zwitserland | 6253   |
| 8                | Italië      | 6239   |
| 9                | Tsjechië    | 5857   |
| 10               | Oostenrijk  | 5806   |

| Estafettes |             |        |
| #          | Land        | Punten |
| 1          | Noorwegen   | 360    |
| 2          | Zwitserland | 260    |
| 3          | Duitsland   | 260    |
| 4          | Frankrijk   | 257    |
| 5          | Zweden      | 249    |
| 6          | Oekraïne    | 242    |
| 7          | Rusland     | 234    |
| 8          | Tsjechië    | 202    |
| 9          | Italië      | 196    |
| 10         | Polen       | 186    |

| Wereldbeker 15 km individueel |                        |      |        |
| #                             | Naam                   | Land | Punten |
| 1                             | Hanna Öberg            | SWE  | 128    |
| 2                             | Dorothea Wierer        | ITA  | 114    |
| 3                             | Denise Herrmann        | GER  | 112    |
| 4                             | Justine Braisaz        | FRA  | 112    |
| 5                             | Franziska Preuß        | GER  | 109    |
| 6                             | Marte Olsbu Røiseland  | NOR  | 99     |
| 7                             | Monika Hojnisz-Staręga | POL  | 96     |
| 8                             | Vanessa Hinz           | GER  | 91     |
| 9                             | Larissa Koeklina       | RUS  | 86     |
| 10                            | Joelia Dzjyma          | UKR  | 85     |

| Wereldbeker 7,5 km sprint |                       |      |        |
| #                         | Naam                  | Land | Punten |
| 1                         | Denise Herrmann       | GER  | 314    |
| 2                         | Dorothea Wierer       | ITA  | 305    |
| 3                         | Tiril Eckhoff         | NOR  | 283    |
| 4                         | Marte Olsbu Røiseland | NOR  | 248    |
| 5                         | Hanna Öberg           | SWE  | 245    |
| 6                         | Franziska Preuß       | GER  | 215    |
| 7                         | Lisa Vittozzi         | ITA  | 214    |
| 8                         | Markéta Davidová      | CZE  | 212    |
| 9                         | Julia Simon           | FRA  | 211    |
| 10                        | Paulina Fialková      | SVK  | 191    |

| Wereldbeker 10 km achtervolging |                            |      |        |
| #                               | Naam                       | Land | Punten |
| 1                               | Tiril Eckhoff              | NOR  | 232    |
| 2                               | Dorothea Wierer            | ITA  | 186    |
| 3                               | Ingrid Landmark Tandrevold | NOR  | 185    |
| 4                               | Hanna Öberg                | SWE  | 168    |
| 5                               | Denise Herrmann            | GER  | 155    |
| 6                               | Paulina Fialková           | SVK  | 149    |
| 7                               | Kaisa Mäkäräinen           | FIN  | 146    |
| 8                               | Julia Simon                | FRA  | 144    |
| 9                               | Justine Braisaz            | FRA  | 137    |
| 10                              | Franziska Preuß            | GER  | 133    |

| Wereldbeker 12,5 km massastart |                        |      |        |
| #                              | Naam                   | Land | Punten |
| 1                              | Dorothea Wierer        | ITA  | 223    |
| 2                              | Tiril Eckhoff          | NOR  | 210    |
| 3                              | Hanna Öberg            | SWE  | 200    |
| 4                              | Kaisa Mäkäräinen       | FIN  | 195    |
| 5                              | Anaïs Bescond          | FRA  | 172    |
| 6                              | Denise Herrmann        | GER  | 164    |
| 7                              | Monika Hojnisz-Staręga | POL  | 151    |
| 8                              | Marte Olsbu Røiseland  | NOR  | 146    |
| 9                              | Justine Braisaz        | FRA  | 136    |
| 10                             | Lisa Vittozzi          | ITA  | 135    |

## Gemengd

### Kalender
| Datum                               | Plaats      | Onderdeel                                | Eerste                                                                       | Tweede                                                                               | Derde                                                                            |
| ----------------------------------- | ----------- | ---------------------------------------- | ---------------------------------------------------------------------------- | ------------------------------------------------------------------------------------ | -------------------------------------------------------------------------------- |
| 30/11/2019                          | Östersund   | Single-Mixed relay                       | Zweden Hanna Öberg Sebastian Samuelsson                                      | Duitsland Franziska Preuß Erik Lesser                                                | Noorwegen Marte Olsbu Røiseland Vetle Sjåstad Christiansen                       |
| 30/11/2019                          | Östersund   | 4 x 6 km gemengde estafette              | Italië Lisa Vittozzi Dorothea Wierer Lukas Hofer Dominik Windisch            | Noorwegen Ingrid Landmark Tandrevold Tiril Eckhoff Tarjei Bø Johannes Thingnes Bø    | Zweden Linn Persson Mona Brorsson Jesper Nelin Martin Ponsiluoma                 |
| 25/01/2020                          | Pokljuka    | Single-Mixed-Relay                       | Frankrijk Émilien Jacquelin Anaïs Bescond                                    | Estland Rene Zahkna Regina Oja                                                       | Oostenrijk Simon Eder Lisa Hauser                                                |
| 25/01/2020                          | Pokljuka    | 4 x 7,5 km gemengde estafette            | Frankrijk Quentin Fillon Maillet Simon Desthieux Justine Braisaz Julia Simon | Noorwegen Tarjei Bø Johannes Thingnes Bø Synnøve Solemdal Ingrid Landmark Tandrevold | Duitsland Philipp Horn Johannes Kühn Janina Hettich Vanessa Hinz                 |
| Wereldkampioenschappen biatlon 2020 |             |                                          |                                                                              |                                                                                      |                                                                                  |
| 13/02/2020                          | Antholz     | 4 x 6 km gemengde estafette              | Noorwegen Marte Olsbu Røiseland Tiril Eckhoff Tarjei Bø Johannes Thingnes Bø | Italië Lisa Vittozzi Dorothea Wierer Lukas Hofer Dominik Windisch                    | Tsjechië Eva Kristejn Puskarčíková Markéta Davidová Ondřej Moravec Michal Krčmář |
| 20/02/2020                          | Antholz     | Single-Mixed-Relay                       | Noorwegen Marte Olsbu Røiseland Johannes Thingnes Bø                         | Duitsland Franziska Preuß Erik Lesser                                                | Frankrijk Anaïs Bescond Émilien Jacquelin                                        |
| 15/03/2020                          | Kontiolahti | Single-Mixed-Relay                       | Afgelast vanwege coronavirus                                                 | Afgelast vanwege coronavirus                                                         | Afgelast vanwege coronavirus                                                     |
| 15/03/2020                          | Kontiolahti | 2 x 7,5 km + 2 x 6 km gemengde estafette | Afgelast vanwege coronavirus                                                 | Afgelast vanwege coronavirus                                                         | Afgelast vanwege coronavirus                                                     |

### Eindstanden
| Gemengde estafette¹ |             |        |
| #                   | Land        | Punten |
| 1                   | Noorwegen   | 307    |
| 2                   | Frankrijk   | 272    |
| 3                   | Duitsland   | 265    |
| 4                   | Zweden      | 250    |
| 5                   | Italië      | 234    |
| 6                   | Oostenrijk  | 226    |
| 7                   | Rusland     | 217    |
| 8                   | Zwitserland | 206    |
| 9                   | Estland     | 194    |
| 10                  | Tsjechië    | 190    |

1 In het klassement voor wereldbeker gemengde estafette tellen zowel de gemengde estafette als de single-mixed-relay mee.

## Prijzengeld
In onderstaande tabel vindt u de verdeling van het prijzengeld (exclusief de wereldkampioenschappen):
| Positie              | Per wereldbekerwedstrijd | Per wereldbekerwedstrijd | Per wereldbekerwedstrijd   | Klassement    | Klassement    |
| Positie              | Individueel              | Estafettes               | Single gemengde estafettes | Algemeen      | Landen        |
| -------------------- | ------------------------ | ------------------------ | -------------------------- | ------------- | ------------- |
| 1.                   | € 15.000                 | (4 x € 6.000) € 24.000   | (2 x € 6.000) € 12.000     | € 28.000      | € 50.000      |
| 2.                   | € 12.000                 | (4 x € 4.500) € 18.000   | (2 x € 4.500) € 9.000      | € 23.000      | € 45.000      |
| 3.                   | € 9.000                  | (4 x € 3.500) € 14.000   | (2 x € 3.500) € 7.000      | € 18.000      | € 39.000      |
| 4.                   | € 7.000                  | (4 x € 2.500) € 10.000   | (2 x € 2.500) € 5.000      | € 15.000      | € 34.000      |
| 5.                   | € 6.000                  | (4 x € 2.000) € 8.000    | (2 x € 2.000) € 4.000      | € 13.000      | € 29.000      |
| 6.                   | € 5.000                  | (4 x € 1.500) € 6.000    | (2 x € 1.500) € 3.000      | € 10.000      | € 24.000      |
| 7.                   | € 4.000                  | –                        | –                          | € 9.000       | € 19.000      |
| 8.                   | € 3.500                  | –                        | –                          | € 8.000       | € 17.000      |
| 9.                   | € 3.000                  | –                        | –                          | € 7.000       | € 14.000      |
| 10.                  | € 2.500                  | –                        | –                          | € 6.000       | € 11.000      |
| 11.                  | € 2.000                  | –                        | –                          | –             | –             |
| 12.                  | € 1.750                  | –                        | –                          | –             | –             |
| 13.                  | € 1.500                  | –                        | –                          | –             | –             |
| 14.                  | € 1.250                  | –                        | –                          | –             | –             |
| 15.                  | € 1.000                  | –                        | –                          | –             | –             |
| 16.                  | € 900                    | –                        | –                          | –             | –             |
| 17.                  | € 800                    | –                        | –                          | –             | –             |
| 18.                  | € 700                    | –                        | –                          | –             | –             |
| 19.                  | € 600                    | –                        | –                          | –             | –             |
| 20.                  | € 500                    | –                        | –                          | –             | –             |
| Totaal per wedstrijd | € 78.000                 | € 80.000                 | € 40.000                   |               |               |
| Totaal per seizoen   | € 3.120.000              | € 1.040.000              | € 120.000                  | 2 x € 137.000 | 2 x € 282.000 |

| Wereldbeker leiderstruien | Wereldbeker leiderstruien | Wereldbeker leiderstruien | Wereldbeker leiderstruien |
| Trui                      | Aantal                    | Per wedstrijd             | Totaal                    |
| ------------------------- | ------------------------- | ------------------------- | ------------------------- |
| Wereldbekerleider         | 48                        | € 1.000                   | € 48.000                  |
| Disciplineleider          | 48                        | € 850                     | € 40.800                  |
| Totaal per seizoen        |                           |                           | € 88.800                  |

| Klassementen disciplines | Klassementen disciplines |
| Discipline               | Winnaar                  |
| ------------------------ | ------------------------ |
| Individueel              | € 10.000                 |
| Sprint                   | € 10.000                 |
| Achtervolging            | € 10.000                 |
| Massastart               | € 10.000                 |
| Estafette                | € 20.000                 |
| Gemengde estafette       | € 20.000                 |
| Totaal per seizoen       | 2 x € 80.000             |